# ロバート・テューズリー
ロバート・テューズリー（Robert Tewsley、1972年 - ）は、イギリスのバレエダンサー、バレエ指導者である。英国ロイヤル・バレエスクールを卒業後、カナダ国立バレエ団に入団し、その後シュトゥットガルト・バレエ団、 ロイヤル・バレエ団、ニューヨーク・シティ・バレエ団でプリンシパル・ダンサーとして舞台に立った。2004年にフリーランスとなって世界各国のバレエ団公演やガラ・パフォーマンス等に招聘され、さまざまな作品で重要な役柄を踊った。現役中から後進の指導を担当し、2014年2月に現役を退いた。

## 経歴

### 世界各地での活躍
イングランド・レスターの出身。英国ロイヤル・バレエスクールのホワイト・ロッジでバレエを学び、1990年に卒業した。卒業後はカナダ国立バレエ団に入団して1993年にソリストとなった。1994年、ヨーロッパツアー初日に代役として急遽『コッペリア』のフランツを1週間の準備期間で踊ることになり、終演後にプリンシパルに昇進した。カナダ国立バレエ団在団中は、フレデリック・アシュトンの『真夏の夜の夢』、『バレエの情景』などの他、ジョン・クランコ、ルドルフ・ヌレエフ、ケネス・マクミラン、イリ・キリアンなどの作品で主役を踊った。
1996年、プリンシパル・ダンサーとしてシュトゥットガルト・バレエ団に移籍した。シュトゥットガルト・バレエ団では、同バレエ団の重要なレパートリーであるジョン・クランコ振付作品でとりわけ活躍し、『ロメオとジュリエット』のロメオ、『オネーギン』のレンスキー、『じゃじゃ馬ならし』のホーテンショー（ホルテンシオ）などを踊った。その他にジョージ・バランシンの『アポロ』、『チャイコフスキー・パ・ド・ドゥ』やウイリアム・フォーサイス、デヴィッド・ビントレー、ジョン・ノイマイヤーなどの作品を自らのレパートリーに加えた。一時期背中の負傷が原因で舞台から遠ざかった経験があったが、グレン・テトリーの『春の祭典』で復帰を果たした。
シュトゥットガルト・バレエ団在団中から、ロイヤル・バレエ団のゲストダンサーとしてクランコの『オネーギン』、アントニー・ダウエル版の『白鳥の湖』、ピーター・ライト版の『ジゼル』で主役を踊っていた。2002年の秋に、正式にロイヤル・バレエ団とプリンシパル・ダンサーとして契約し、ケネス・マクミランの『マイヤーリング』に主演した。
2002年11月1日、ロイヤル・バレエ団退団とニューヨーク・シティ・バレエ団への移籍を発表した。ニューヨーク・シティ・バレエ団ではバランシンの『くるみ割り人形』、『真夏の夜の夢』（en:A Midsummer Night's Dream (ballet)）、『バラード』などクラシック要素の強い作品で活躍した。ニューヨーク・シティ・バレエ団ではジョージ・バランシンを題材としたボリス・エイフマンの『ムサゲーテ』の初演でバランシン役を演じた。テューズリーはこの作品について「このバレエを踊った瞬間、自分は残されたキャリアをフリーでドラマティックな作品を踊りたいんだと気づいたんです」と語り、2004年にフリーランスのダンサーとなった。フリーランス転身後は、ミラノ・スカラ座バレエ団、オーストラリアバレエ団、ローマオペラ座バレエ団など、世界各国のバレエ団公演やガラ・パフォーマンス等に招聘され、さまざまな作品で重要な役柄を踊った。
テューズリーは長身で容姿に恵まれ、舞台マナーの良さと共演者に対するサポートの巧みさに定評があった。2001年に新国立劇場バレエ団が『ロメオとジュリエット』を初上演した際、同バレエ団に在籍していた酒井はなは、「立ち姿が美しくてフォームも完璧。こんなきれいな人がいるんだと感動した。みんなで注目したものです」と当時のテューズリーについて回想していた。彼は演技力に優れたダンサーであり、クラシックバレエの主役以外にもさまざまな役柄を踊り演じた。ローラン・プティ振付の『こうもり』ではヨハン役をユーモアと洒脱さを交えて好演し、ケネス・マクミラン振付の『マノン』においては、誠実な青年デ・グリューと放蕩者のレスコー（マノンの兄）の双方をレパートリーとしていて好評であった。とりわけ『ロメオとジュリエット』のロメオは当たり役の1つであり、クランコ版、マクミラン版のどちらにおいても優れた解釈と表現を見せた。また、ウィリアム・フォーサイス振付『In the Middle, Somewhat Elevated』、『ヘルマン・シュメルマン』やジョン・ノイマイヤー振付『椿姫』などの現代作品も踊りこなす幅広い芸域の持ち主でもあった。
テューズリーは1991年に初めて日本で舞台出演を果たし、新国立劇場バレエ団、牧阿佐美バレヱ団、スターダンサーズ・バレエ団、小林紀子バレエ・シアターなどとしばしば共演していた。彼は日本のバレエダンサーについて「日本のダンサーは、英国スタイルで踊るのが自然だと思います」と発言した上で、いままで自身と共演した日本のバレエ団のほとんどがアシュトンやマクミランなどのイギリスバレエ作品の上演で成果を上げていることを指摘し、「日本のダンサーはとても音楽性に優れていて、表現が控えめです。いま日本で上演されるマクミランのレパートリーが増えてきているので、よりドラマティックな作品の経験を積んで、演劇的な表現もできるようになっています」とその理由を解説していた。その一方で日本から刺激も受け「大作を上演する時は3.4週間も日本のカンパニーに交ざって練習した。そんな時、お互いに学び合えることが日本に来る楽しみでした」と語り、「日本で数多くの舞台に立ち、素晴らしい経験をさせてもらいました」とも述べていた。
彼は吉田都としばしば共演し、「まさにロイヤル・スタイルを体現した人」と高く評価していた。テューズリーが吉田の存在に注目したのは、彼が英国ロイヤル・バレエスクールに在籍していた頃であった。当時英国ロイヤル・バレエスクールの生徒だったテューズリーは、吉田の卒業式を見たことを覚えていて、それから彼女のキャリアを見守り続けていた。
初めて吉田と共演したのは、英国ロイヤル・バレエ団のオーストラリア公演『ジゼル』だった。リハーサルが1、2回しかできなかったにもかかわらず、2人はすぐに息が合って舞台上で信頼しあえるようになり、その後もたびたび共演した。2006年に牧阿佐美バレヱ団が高円宮憲仁親王の追悼作品として初演した『ア ビアント だから、さよならはいわないよ』（島田雅彦原作、三枝成彰作曲、牧阿佐美・ドミニク・ウォルシュ・三谷恭三共同振付）では吉田とともに、繰り返す死と別れに翻弄されながらも時空を超えて幾度も出会い愛し合う男女（リヤムとカナヤ）の物語を演じた。2009年8月28日から同年11月27日までNHK教育テレビジョンで放送されていた「スーパーバレエレッスン ロイヤル・バレエの精華 吉田都」では、吉田と『ロメオとジュリエット』第1幕から「バルコニーのパ・ド・ドゥ」を披露した。
テューズリーが初演者となった主な作品には『ムサゲーテ』、『ア ビアント だから、さよならはいわないよ』の他に、ジェームズ・クデルカ（en:James Kudelka）の『ジ・アクトレス』、『くるみ割り人形』、ジョン・ノイマイヤーの『ナウ・アンド・ゼン』、グレン・テトリーの『オラクル』（カナダ国立バレエ団在籍時）、マウロ・ビゴンゼッティの『カシミールの色彩』、ケヴィン・オーデイの『ドリーム・ディープタウン』、クリスチャン・シュプック（ de:Christian Spuck ）の『カルロッタの肖像』、『ドス・アモーレ』（シュトゥットガルト・バレエ団在籍時）などがある。2006年には、独仏共同出資のテレビ局ARTEの制作によってクリスチャン・シュプックが彼とマルシア・ハイデのために振り付けたパ・ド・ドゥ『ペネロペ』を初演した。シュトゥットガルト・バレエ団在籍時の2002年、ヨーロッパのダンス専門誌『ダンスヨーロッパ』により、ダンサーオブザイヤーに選出された。ブノワ賞にも、『ジゼル』のアルブレヒトと『アポロ』の演技に対して2度ノミネートされた経験がある。
テューズリーは世界各国のバレエ団公演やガラ・パフォーマンス等に客演する一方で、指導者としても活動した。日本では東京・田町に本拠を置くバレエスタジオ「アーキタンツ」などで活動し、カナダのアルバータバレエ団やプラハのサマースクールなどでも指導者を務めた。

### 引退
2014年、テューズリーは舞台からの引退を決意した。その理由として彼はダンスマガジン2014年3月号のインタビューで「ダンサーはいつかこの決断をしなければならない。まだ身体が強靭であるいまがその時だと思ったのです」と語り、「幅広いレパートリーを踊ることができたから、後悔を一切感じることなくキャリアを終えることができます」と続けた。彼は2014年2月に引退公演を東京で開催することを決めていた。
東京での引退公演を決めた理由は、「アーキタンツ」及び酒井はなとの話し合いによるものであった。テューズリーは酒井と初めて会った日から、その才能に惹かれて彼女をパートナーとして踊りたいと考えていた。念願だった共演が実現するのを機会に、テューズリーはこれを引退公演にすることにした。
テューズリーが引退公演の演目に選んだのは、ケネス・マクミラン振付『マノン』第1幕第2場から「寝室のパ・ド・ドゥ」と新進の振付家マルコ・ゲッケ振付の『火の鳥のパ・ド・ドゥ』であった。テューズリーはこの2作品を選んだ理由について「『マノン』は21歳で初めて踊って以来、僕のキャリアを通じてずっと踊ってきたバレエです。だから、最後の演目として選ぶのはごく自然なことでした」と説明し、ゲッケの作品については「彼の作品は本当にユニーク。良い意味で期待を裏切ってくれると思いますよ!」と推奨していた。引退公演は、2014年2月11日と2月12日に新国立劇場で行われた。
テューズリーは引退を決める数年前から、ロンドンのオープンユニバーシティでヨーロッパ地域研究、政治学やドイツ語などヨーロッパ各国の言語を学び、またチューリッヒ大学では高等レベルの芸術行政管理の学位を取得していた。彼は引退後の予定について、「芸術監督、指導者、田舎で動物たちと暮らすなど、可能性は無限にある」と語っていた。ダンスマガジンのインタビューでは、「将来はバレエ団の芸術監督や劇場の総裁をやってみたい。指導にも携わっていますし、自分の経験で得たものを後進に手渡す仕事をやっていきたいと思っています」と発言し、「これまで僕を見守ってくださったことを日本の皆さんに感謝したい」との思いを続けて述べていた。